# Музей фалеристического искусства (Вроцлав)
Музей фалеристического искусства во Вроцлаве — польский музей искусства фалеристики. Единственное в Польше специализированное учреждение, занимающееся коллекционированием в области медальерства и фалеристики.
Создан во Вроцлаве в 1965 году. С 2000 г. функционирует как один шести филиалов Вроцлавского городского музея. Коллекции музея занимают одно из помещений Королевского дворца.
В богатой, собранной на протяжении 40 лет коллекции музея собрания польских и заграничных, главным образом, европейских
предметов старины. Сейчас здесь около 50 тысяч орденов, медалей, медальонов, значков, нагрудных знаков, в том числе почётных, юбилейных, ведомственных и т. д.
Бо́льшая часть из них создана в Польше или каким-то образом связана с ней за период с XVI века до наших дней.
Следует отметить, наличие в музее почти полной коллекции польских орденов и отличий, а также самое богатое в Польше собрание послевоенного медальерства страны.
Среди экспонатов: польское медальерство с XVI до XVII вв., в том числе коллекция Яна Филиппа Хольцхауссера (1741—1792), придворного медальера короля С. Понятовского, медали Яна Хëгна (старшего) и Хëгна (младшего), Себастьяна Дадлера; коллекция силезских медалей XVI—XVIII вв.; коллекция современного польского медальерства. собрание портретных знаков, значков и блях XIX—XX вв.; коллекция самых старых польских орденов — Белого орла, Virtuti Militari, Святого Станислава и др.; собрание
современных орденов и медалей Польши и др. стран мира; коллекция иностранного медальерства, например Парижского монетного двора, монетных дворов Италии.
Один из отделов музея посвящён только медалям Силезии с 1945 года.
В музее имеется богатое собрание документов, связанных с деятельностью польских и иностранных медальеров и художников.
До 2005 года музей размещался на вроцлавском Рынке в здании эпохи барокко «Под Золотым Солнцем». С 2009 — в отреставрированном Королевском дворце Вроцлава.